# Stryphnodendron duckeanum
Stryphnodendron duckeanum är en ärtväxtart som beskrevs av Occhioni. Stryphnodendron duckeanum ingår i släktet Stryphnodendron och familjen ärtväxter. Inga underarter finns listade i Catalogue of Life.